# Lista de distritos de Diamantina

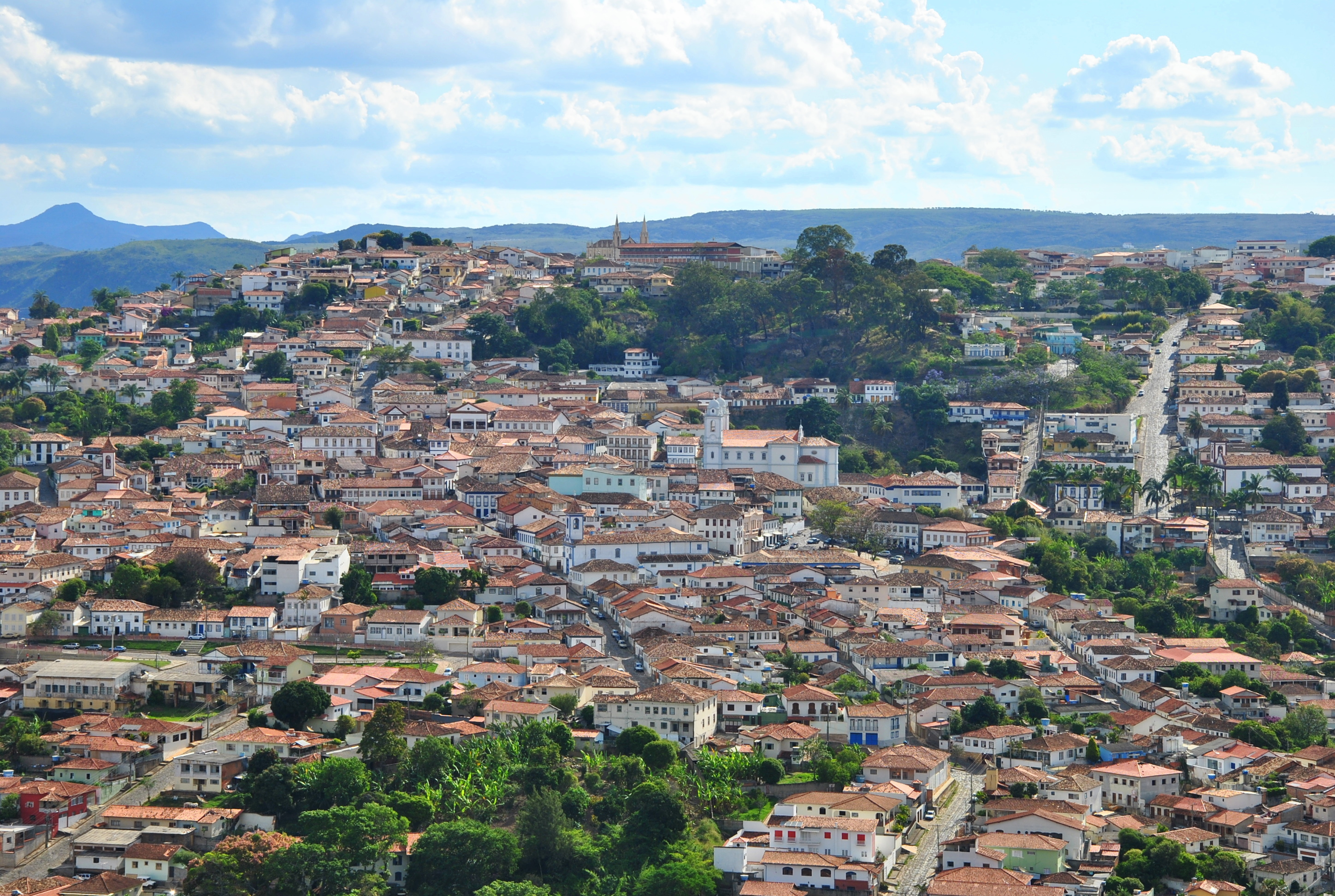
Vista parcial do distrito-sede de Diamantina

Essa é a lista de distritos de Diamantina, que são uma divisão oficial do município brasileiro supracitado, localizado no interior do estado de Minas Gerais. As subdivisões estão de acordo com a Fundação João Pinheiro (FJP), em associação com dados dos censos demográficos realizados pelo Instituto Brasileiro de Geografia e Estatística (IBGE). O distrito-sede, que é onde se encontram muitos dos bairros de Diamantina e o Centro Histórico da cidade, foi criado pelo alvará de 27 de outubro de 1819, então pertencente a Serro.
Diamantina foi elevada à condição de vila em 13 de outubro de 1831 e reconhecida como cidade pela lei provincial n° 93 de 6 de março de 1838. Desde então, ocorreram a criação e desmembramento de diversos distritos do município, sendo que as últimas emancipações foram de Couto de Magalhães de Minas, Datas, Felício dos Santos, Felisberto Caldeira (atual São Gonçalo do Rio Preto), Monjolos, Presidente Kubitschek e Senador Modestino Gonçalves, desmembrados em 30 de dezembro de 1962. De acordo com a Fundação João Pinheiro, restavam onze distritos em 2024, sendo que o distrito-sede era o mais populoso segundo o IBGE em 2022, contando com 37 823 habitantes, seguido por Senador Mourão, com 1 771 moradores.

## Distritos de Diamantina
| Distrito                   | Código IBGE | Área (km²) | Habitantes (2022) | Domicílios particulares (2022) | Data de criação        |                  |           |        |     |     |                   |
| -------------------------- | ----------- | ---------- | ----------------- | ------------------------------ | ---------------------- | ---------------- | --------- | ------ | --- | --- | ----------------- |
| Distrito                   | Código IBGE | Área (km²) | Habitantes (2022) | Domicílios particulares (2022) | Data de criação        | Conselheiro Mata | 312160510 | 579,76 | 685 | 252 | 6 de maio de 1890 |
| Desembargador Otoni        | 312160515   | 424,40     | 1 305             | 536                            | 30 de dezembro de 1962 |                  |           |        |     |     |                   |
| Diamantina (distrito-sede) | 312160505   | 167,82     | 37 823            | 13 129                         | -                      |                  |           |        |     |     |                   |
| Extração                   | 312160520   | 382,74     | 555               | 247                            | 24 de setembro de 1862 |                  |           |        |     |     |                   |
| Guinda                     | 312160525   | 188,06     | 1 075             | 415                            | 14 de setembro de 1905 |                  |           |        |     |     |                   |
| Inhaí                      | 312160530   | 591,05     | 1 476             | 537                            | 18 de outubro de 1883  |                  |           |        |     |     |                   |
| Mendanha                   | 312160535   | 165,87     | 541               | 228                            | 14 de setembro de 1873 |                  |           |        |     |     |                   |
| Planalto de Minas          | 312160540   | 267,10     | 912               | 373                            | 30 de dezembro de 1962 |                  |           |        |     |     |                   |
| São João da Chapada        | 312160545   | 425,96     | 914               | 340                            | 16 de setembro de 1861 |                  |           |        |     |     |                   |
| Senador Mourão             | 312160550   | 556,01     | 1 771             | 638                            | 1 de outubro de 1887   |                  |           |        |     |     |                   |
| Sopa                       | 312160555   | 144,84     | 645               | 209                            | 30 de dezembro de 1962 |                  |           |        |     |     |                   |